# 변성완
변성완(邊城完, 1965년 9월 5일~)은 대한민국의 공무원, 정치인이다. 부산광역시 행정부시장으로서 시장 권한대행을 역임했다.

## 생애
고려대학교 행정학과를 졸업하였다. 1994년 37회 행정고시에 합격해서 공직을 시작했다. 행정자치부 교부세 과장, 지방세정책과장, 회계계약제도 과장, 정책평가담당관 등을 거쳐 2014년부터 부산광역시 기획관리실장을 지냈다. 
2020년 부산광역시 행정부시장으로 재직 중 오거돈 시장이 사퇴해서 부산광역시장 권한대행을 겸직했다.
2021년 더불어민주당에 입당했다. 2022년 제8회 지방선거에서 더불어민주당 부산광역시장 후보로 공천되었다.

## 학력
- 광안국민학교 졸업
- 대연중학교 졸업
- 배정고등학교 졸업
- 고려대학교 행정학 학사

## 경력
- 제37회 행정고시 합격
- 2007년 노무현 대통령비서실 의전행정관
- 행정안전부 지방재정세제국 회계계약제도과장
- 행정안전부 지방재정세제국 지방세정책과장
- 행정안전부 지방재정세제국 교부세과장
- 행정안전부 지방재정세제국 재정정책과장
- 안전행정부 기획조정실 창의평가담당관
- 안전행정부 기획조정실 정책평가담당관
- 부산광역시청 정책기획실장
- 부산광역시청 기획관리실장
- 행정안전부 지방재정경제실 지역경제지원관
- 행정안전부 대변인 겸 지방재정경제실 지역경제지원관
- 제43대 부산광역시 행정부시장
- 부산광역시장 권한대행
- 더불어민주당 부산광역시당 북구·강서구 을 지역위원회 위원장
- 더불어민주당 부산광역시당 강서구 지역위원회 위원장

## 역대 선거 결과
|  | 32.23% |

|  | 44.41% |